# Jack Frost (Marvel Comics)
Jack Frost è un personaggio dei fumetti, creato da Stan Lee (testi) e Charles Nicholas (disegni), pubblicata dalla Timely Comics (divenuta in seguito Marvel Comics). Appartenente alla Golden Age, la prima apparizione avvenuta in USA Comics n. 1 del 1941.

## Biografia del personaggio

### Jack Frost I (Isabrot)
Il personaggio si rifà allo "spirito del freddo" della tradizione nordeuropea, è nato probabilmente in Jotunheim, nella dimensione di Asgard.
Jack Frost fece la sua prima comparsa in risposta all'appello radiofonico lanciato da Bucky per chiamare nuove forze nella Legione della Libertà contro gli infiltrati nazisti sul suolo americano durante la seconda guerra mondiale. Jack Frost si trovò così ad affrontare nemici del calibro di Iron Cross, Teschio Rosso e U-Man.
Dopo la fine della guerra, abbandonò i compagni e si ritirò nel continente artico per cercare di scoprire qualcosa sul proprio passato, di cui non ricordava nulla. Mentre stava combattendo un verme gigante, abbassò talmente tanto la propria temperatura corporea, nel tentativo di congelare il mostro, che andò in animazione sospesa.
Solo molti anni dopo fu liberato da Capitan America, che si era recato al Polo alla ricerca del suo amico Demolition Man, scomparso durante una missione; il lungo periodo di animazione sospesa aveva avuto degli effetti sul corpo di Jack Frost, trasformandolo in un blocco di ghiaccio solidissimo. Mentre i due eroi di guerra si parlavano, vennero attaccati dal gigantesco verme di ghiaccio; per salvare Capitan America Jack fu costretto a sacrificarsi, ripetendo lo stesso gesto fatto in passato: si fece nuovamente inghiottire dal verme gigante, ricadendo di nuovo in animazione sospesa.
Jack Frost è stato scongelato nell'era moderna e si è riunito con Capitan America, dove ha dichiarato di essere stato congelato insieme al Verme del ghiaccio. Per evitare che il Verme del Ghiaccio andasse su tutte le furie, Jack Frost congelò se stesso e il Verme del Ghiaccio di nuovo. 
Questo non funzionò a lungo, poiché gli Iceworms riemersero e iniziarono ad attaccare la città di Old Crow nello Yukon, in Canada. Portarono con sé Jack Frost imprigionato mentre usavano i suoi poteri per rafforzarsi. Presto Scarlet Witch e il suo nuovo apprendista Amaranth arrivarono in soccorso dei residenti e, notando Jack Frost intrappolato nel ghiaccio spesso, procedettero a liberarlo. Vedendo che i suoi ricordi erano nascosti nel profondo della sua psiche, Scarlet Witch lanciò un incantesimo per far riaffiorare quei ricordi. Jack Frost ricordò il suo passato come Isabrot, un campione dei Dieci Regni, e con ciò fu completamente ristabilito. Aiutò le due maghe a bandire i Vermi del ghiaccio e a liberare gli abitanti di Old Crow. Dopo aver affrontato la minaccia dei Vermi del Ghiaccio, Jack Frost partì per continuare a proteggere i Dieci Regni.
Non si conoscono con certezza le origini di Jack Frost. Egli era convinto di provenire da un altro pianeta e non riuscì mai a sentirsi pienamente a proprio agio in mezzo ai terrestri. Thor era invece convinto che Jack Frost fosse un gigante di ghiaccio asgardiano che aveva abbandonato la sua terra a causa della vergogna provata per la propria misera statura (paragonata agli altri giganti asgardiani).

### Jack Frost II (Gregor Shapanka)
Jack Frost II, il cui vero nome è Gregor Shapanka, è un personaggio dei fumetti, creato da Robert Bernstein e Stan Lee (testi), Don Heck (disegni), pubblicato dalla Marvel Comics. Appartenente alla Silver Age, la prima apparizione avvenuta in Tales of Suspense n. 45 (settembre 1963), è diventato supercriminale professionista. In seguito ha cambiato il nome di battaglia in Blizzard. È un arcinemico di Iron Man.

## Cronologia dei fumetti
Jack Frost I (Nome non rivelato) è apparso in soli 12 albi:
1. USA Comics n. 1
2. USA Comics n. 2
3. USA Comics n. 3
4. USA Comics n. 4
5. Marvel Premiere n. 29 (aprile 1976): The Red Skull Strikes 2 di 4: Lo, the Liberty Legion (prima edizione italiana: La legione della liberta', sull'albo Capitan America n. 112, 27 luglio 1977, Editoriale Corno);
6. Invaders n. 6 (maggio 1976): The Red Skull Strikes 3 di 4: ...And let the battle begin! (prima edizione italiana: Guerra fratricida', sull'albo Capitan America n. 113, Editoriale Corno);
7. Marvel Premiere n. 30 (giugno 1976): The Red Skull Strikes 4 di 4: Hey, ma! They're blitzin' the Bronx (prima edizione italiana: Disastro sul Bronx!, sull'albo Capitan America n. 114, Editoriale Corno);
8. Invaders n. 35 (dicembre 1978): Havoc on the homefront (flashback);
9. Invaders n. 36 (gennaio 1979): Crushed by Iron Cross;
10. Invaders n. 37 (febbraio 1979): The Liberty Legion busts loose
11. Invaders n. 38 (marzo 1979): U-Man comes to town
12. Captain America (vol. 1[2]) n. 384 (aprile 1991): Lair of the ice-worm (prima edizione italiana: L'antro del verme dei ghiacci, sull'albo Capitan America & Thor, Marvel Italia)